# Alchemilla hypotricha
Alchemilla hypotricha é uma espécie de rosácea do gênero Alchemilla, pertencente à família Rosaceae.